# The Desert Fox: The Story of Rommel
The Desert Fox: The Story of Rommel is een Amerikaanse oorlogsfilm van Henry Hathaway die werd uitgebracht in 1951.
De film is gebaseerd op het boek Rommel dat werd geschreven door brigadier Desmond Young die diende in het Brits-Indisch leger.

## Verhaal
Aan het begin van de Tweede Wereldoorlog behaalde veldmaarschalk Erwin Rommel militaire successen in Noord-Afrika. Zijn tactische talenten leverden hem de bijnaam 'woestijnvos' op. Tijdens de Noord-Afrikaanse Veldtocht slaagde hij er aanvankelijk in op te rukken, de Britten te verslaan tijdens de Slag bij Gazala en uiteindelijk Tobroek in te nemen. Zijn kansen keerden echter tijdens de twee slagen om El Alamein. 
In het begin van 1943 besluit hij naar Duitsland terug te keren. Hij probeert Adolf Hitler er tevergeefs van te overtuigen dat de situatie hopeloos wordt voor de Asmogendheden. Hitler heeft daar geen oren naar en benoemt hem tot hoofdinspecteur van de Atlantikwall. Wanneer de geallieerde landing in Normandië lukt verliest Rommel zijn laatste greintje hoop. Hij sluit zich aan bij de samenzweerders tegen Hitler. 

## Rolverdeling
| Acteur           | Personage                                                  |
| ---------------- | ---------------------------------------------------------- |
| James Mason      | Erwin Rommel                                               |
| Jessica Tandy    | Lucie Rommel, Rommels vrouw                                |
| William Reynolds | Manfred Rommel                                             |
| Cedric Hardwicke | dokter Karl Strölin                                        |
| Luther Adler     | Adolf Hitler                                               |
| Everett Sloane   | Wilhelm Burgdorf                                           |
| Leo G. Carroll   | Gerd von Rundstedt                                         |
| George Macready  | Fritz Bayerlein, Rommels ondergeschikte in het Afrikakorps |
| Richard Boone    | kapitein Hermann Aldinger                                  |
| Eduard Franz     | kolonel Claus von Stauffenberg                             |
| Don De Leo       | majoor Ernst Maisel                                        |

## Trivia
Twee jaar later, in 1953, vertolkte James Mason een tweede keer Erwin Rommel in de oorlogsfilm The Desert Rats van Robert Wise.